# Leïla Menchari
Pour les articles homonymes, voir Menchari.
Leïla Menchari (arabe : ليلى المنشاري), née le 27 septembre 1927 à Tunis et morte le 4 avril 2020 à Paris, est une décoratrice, créatrice et féministe tunisienne.

## Biographie
Leïla Menchari naît le 27 septembre 1927 à Tunis,. Son père, Abderrahmane Menchari, est un avocat issu d'une famille de propriétaires terriens du nord de la Tunisie, connu pour avoir plaidé l'obtention de pensions de guerre pour de nombreux Tunisiens ayant combattu aux côtés de Français durant la Première et Seconde Guerre mondiale. Sa mère, Habiba Menchari, petite-fille du dernier sultan de Touggourt et greffière de justice, est connue également pour ses conférences sur l'émancipation des femmes.
Adolescente, elle fait la connaissance d'un couple anglo-américain qui la prend sous son aile : Jean et Violet Henson. Dans leur maison de Hammamet, l'enfant s'initie à l'horticulture, aux senteurs, aux couleurs, et croise des personnalités artistiques de l'époque, dont Man Ray, Jean Cocteau, Christian Bérard ou encore Serge Lifar,,,. En 1943, elle commence des études à l'École des beaux-arts de Tunis. En 1948, elle entre à l'École nationale supérieure des beaux-arts de Paris. Elle y est notamment l'élève de Roger Chapelain-Midy.
À Paris, elle côtoie Azzedine Alaïa. Elle rencontre aussi le couturier Guy Laroche, qui en fait son mannequin vedette. Mais, à la suite du décès de sa mère, la jeune femme décide d'« arrêter de faire le clown sur un podium et de reprendre les pinceaux ». Entrée en contact avec la décoratrice d'Hermès, Annie Beaumel, elle travaille pour les décorations de cette maison, au numéro 24 de la rue du Faubourg-Saint-Honoré, une occupation qu'elle pense « alimentaire » par rapport à son désir de donner libre cours à ses créations. « J'étais d'une timidité sans nom », raconte-t-elle. « Je suis arrivée devant Annie et elle m'a lancé : « Montrez-moi vite ce que vous faites, je n'ai pas le temps ». J'ai sorti le dessin du jardin, où j'avais représenté les fleurs que j'aimais, mais façonnées en cuir. Elle m'a regardée et m'a dit : « Vous allez me dessiner vos rêves […] Alors je me suis mise au travail ». Elle reste dans cette entreprise une cinquantaine d'années. En 1978, Jean-Louis Dumas lui demande de prendre la suite d'Anne Beaumel, à la tête notamment de la décoration des vitrines du 24, rue du Faubourg-Saint-Honoré. Il lui confie également la direction du comité de couleur de la soie, dont les orientations sont déterminantes pour les ventes d'un des produits phares de l'enseigne : le carré Hermès. Elle conçoit par ailleurs des gants, des sacs et des vêtements, y compris un manteau commandé par l'actrice mexicaine María Félix. Elle a également des responsabilités dans quelques-unes des manufactures acquises par le groupe, dont la cristallerie de Saint-Louis.
Elle meurt le 4 avril 2020 à Paris, à plus de 90 ans, des suites du Covid-19,.

## Exposition
- 2017 : Hermès à tire-d'aile - les mondes de Leïla Menchari, Grand-Palais, Paris.